# Zachotín
Zachotín (deutsch Sachotin) ist eine Gemeinde in Tschechien. Sie liegt neun Kilometer nordöstlich von Pelhřimov und gehört zum Okres Pelhřimov.

## Geographie
Zachotín befindet sich auf einer Anhöhe zwischen den Tälern des Kladinský potok und den Jankovský potok in der Böhmisch-Mährischen Höhe. Nördlich des Ortes erhebt sich der
Čihadlo (613 m) und im Nordwesten der Černý vrch (614 m). Im Südwesten liegen mit dem Horní und Dolní Kladiny zwei größere Stauweiher von 28 bzw. 32 Hektar Fläche. In der Umgebung des Dorfes befinden sich mehrere Mühlen und Einödhöfe.
Nachbarorte sind Mladé Bříště und Staré Bříště im Norden, Mysletín im Nordosten, Buková und Dudín im Osten, Petrkov und Částonín im Südosten, Sedliště und Kladiny im Süden, Střítež pod Křemešníkem und Kocourovy Lhotky im Südwesten, Žirov im Westen sowie Velký Rybník im Nordwesten.

## Geschichte
Die erste urkundliche Erwähnung des Dorfes stammt aus dem Jahre 1379. Zachotín gehörte zu dieser Zeit zur bischöflichen Herrschaft Řečice. Nach deren Teilung kam der Ort zur Herrschaft Pelhřimov und an die Říčanský von Říčany. 1571 kaufte Sebastian Leskovský von Leskovec das Dorf von Karel Říčanský.
Nach der Ablösung der Patrimonialherrschaften wurde Zachotín 1850 zur selbständigen Gemeinde, zu der der Ortsteil Petrkov gehörte. 1869 kamen noch die Dörfer Hojkovy und Žirov hinzu. 1902 wurde Žirov wieder selbständig, und 1954 folgte die Umgemeindung von Hojkovy nach Mladé Bříště. Im Jahr 1976 erfolgte die Eingemeindung von Častonín und Mysletín. Am 1. Juli 1980 wurde die Gemeinde Zachotín mit allen ihren Ortsteilen in die Stadt Pelhřimov eingegliedert. Seit dem 24. November 1990 ist Zachotín wieder selbständig.
Der 1997 entdeckte Asteroid 12468 ist nach Zachotín benannt worden.

## Gemeindegliederung
Die Gemeinde Zachotín besteht aus den Ortsteilen Částonín (Tschastonin), Petrkov (Peterkow) und Zachotín (Sachotin) sowie der Ortslage Pazderny. Grundsiedlungseinheiten sind Častonín und Zachotín.
Das Gemeindegebiet gliedert sich in die Katastralbezirke Častonín und Zachotín.

## Sehenswürdigkeiten
- Narocke Kirche Mariae Geburt, erbaut 1718
- Barockes Pfarrhaus
- Marterl